# Viggo Jensen (fodboldtræner)
 Der er flere personer med dette navn, se Viggo Jensen.
Viggo Jensen (født 15. september 1947 i Esbjerg) er tidligere dansk fodboldspiller og dansk fodboldtræner. Viggo Jensen offentliggjorte den 13. maj 2013 efter Silkeborgs nedrykning, at det var slut med fodbold. 

## Spillerkarriere
Som aktiv fodboldspiller spillede Viggo Jensen bl.a. i de danske klubber B 1909, Esbjerg fB og OB og har også spillet for de tyske klubber Bayern München og SpVgg Fürth. I perioden 1971-1973 opnåede Viggo Jensen otte landskampe.

## Trænerkarriere
Viggo Jensen startede sin trænerkarriere i Ullerslev i 1981. Han blev herefter træner i Svendbog fB fra 1982 til 1987, hvor han derefter tiltrådte som træner i Silkeborg. Han bestred samtidigt et job som U/21-træner for det danske landshold i perioden 1989-92. Fra 1992-94 var han træner for Malmö FF. Herudover har han været træner for Esbjerg forenede Boldklubber 1997-2002 og OB. Han var fra 2002 til 2006 igen træner for  Silkeborg IF. Desuden har en i en periode været træner for Aarhus Fremad. I foråret 2007 fungerede Viggo som scout for Esbjerg fB. I juli 2007 tiltrådte han jobbet som landstræner for det estiske fodboldlandshold, men allerede i 2008 tiltrådte Viggo Jensen jobbet som træner i FC Fyn. I april 2011 blev Viggo Jensen cheftræner for Vejle Boldklub. Den stilling havde han indtil juni 2011, hvor Vejle fusionerede med Kolding FC til Vejle Kolding. 
Den 11. november 2012 blev han præsenteret som ny cheftræner for Silkeborg IF efter fyringen af Keld Bordinggaard.
Den 13. maj 2013 efter Silkeborgs nedrykning offentliggjorde Viggo Jensen, at det var slut med fodbold.